# Felix Gilman
Pour les articles homonymes, voir Gilman.
Felix Gilman, né le 11 novembre 1974 à Londres, est un écrivain britannique de science-fiction et de fantasy. Son premier roman, La Cité des dieux, publié en 2007, fut nommé au prix Locus du meilleur premier roman de 2009. Lui-même fut nommé au prix Astounding du meilleur nouvel écrivain en 2009 et 2010.

## Œuvres

### SérieArarat
1. La Cité des dieux, Panini, collection Éclipse, 2013 ((en) Thunderer, 2007)
2. (en) Gears of the City, 2009

### Romans indépendants
- (en) The Half-Made World, 2010
- (en) The Rise of Ransom City, 2012
- (en) The Revolutions, 2014